# Germaine Greer
Germaine Greer (ur. 29 stycznia 1939) – australijska feministka, pisarka, dziennikarka i wykładowczyni literatury angielskiej z okresu modernizmu. Jest powszechnie uważana za jedną z najbardziej znaczących działaczek feministycznych XX wieku.
Poglądy Greer wzbudzały kontrowersje odkąd jej innowacyjna książka The Female Eunuch (Kobiecy eunuch) stała się międzynarodowym bestsellerem w roku 1970.
Ta publikacja w krótkim czasie sprawiła, że jej nazwisko stało się popularne, a jednocześnie przyniosła jej zarówno uznanie, jak i krytykę. Jest również autorką: Sex and Destiny: The Politics of Human Fertility (1984); The Change: Women, Ageing and the Menopause (1991), oraz Shakepeare’s Wife (2007).

## Życiorys

### Dzieciństwo
Greer urodziła się w Melbourne w 1939, a dorastała na przedmieściach Mentone, leżącym nad zatoką. Jej ojciec był głównym dyrektorem w australijskim biurze ubezpieczeniowym. Podczas wojny służył w RAAF (Królewskie Australijskie Siły Powietrzne) jako dowódca dywizjonu. W 1956 po ukończeniu prywatnej przyklasztornej szkoły (Star of the Sea College) w Gradenvale, Melbourne, Greer uzyskała stypendium naukowe, po czym zapisała się na Uniwersytet w Melbourne. Po otrzymaniu dyplomu ze specjalizacją w angielskim, francuskim i literaturze, przeprowadziła się do Sydney, gdzie związała się z Sydney Push (grupa intelektualnych lewicowych anarchistów, z których wielu praktykowało poligamię).
Chrstine Wallach w swojej nieautoryzowanej biografii, opisuje Greer z tamtych czasów jako:
„[The Push] dostarczył Gremaine ideologię, którą popierała oraz nastawienie i styl życia, które miała okazję poznać mieszkając w Melbourne. Po wizycie w zatłoczonym, śmierdzącym piwem i papierosami hotelu Royal George, postanowiła przestrzegać zasad ugrupowania the Push- »bardzo trudna dyscyplina, której postanowiłam się nauczyć«. The Push zaskoczył ją kompletnie innym podejściem niż to, który reprezentowała inteligencja z Melbourne, gdzie przez cały czas rozmawiało się o sztuce, prawdzie, pięknie i argument ad hominem (łac. argument dostosowany do danego człowieka); zamiast tego ludzie z The Push mówili o prawdzie i tylko prawdzie z naciskiem na to, że 'codziennie jesteśmy narażeni na ideologię, która była synonimem kłamstwa lub bredni, jak to oni na określali’. Jej Damaszek okazał się być hotelem Royal George a Hume Highway (autostrada w Australii) drogą do niego. »Już wtedy byłam anarchistką« dodaje Greer. »Nie wiedziałam natomiast czemu nią nie byłam. Ludzie z The Push zapoznali mnie z podstawowymi tekstami i odkryłam na czym polega wewnętrzna logika oraz to jak czuję i myślę.«”
Do roku 1972 Greer określała siebie mianem „anarchistycznej komunistki”, co było bliskie założeniom marksistowskim.
Pierwszą ze swoich prac podjęła na Uniwersytecie w Sydney, gdzie w 1963 zdobyła tytuł magistra w zakresie poezji romantycznej, tytuł jej pracy dyplomowej brzmiał: The Development of Byron’s Satiric Mode (Bajroniczny Rodzaj Satyry). Rok później dzięki swojej pracy dyplomowej zdobyła państwowe stypendium naukowe, które dało jej możliwość uzyskania tytułu doktora na Uniwersytecie Cambridge (Anglia) gdzie została członkiem żeńskiego zgrupowania Newnham College.
Profesor Lisa Jardine, która była w tym samym czasie w Newnham przywołuje swoje pierwsze spotkanie z Greer podczas oficjalnej kolacji jako:
„Dyrektor uczelni wezwał nas abyśmy wygłosiły nasze przemówienia. Po zapadnięciu ciszy jedna osoba nadal przemawiała ze swoim mocnym australijskim akcentem który rozchodził się echem po sali. Przy stole absolwentów Germaine tłumaczyła, że wyzwolenie kobiet jest niemożliwe pomimo ich wyższego wykształcenia. Dopóki kobiety będą zmuszane do wciskania swoich piersi w biustonosze, które zdaniem Greer przypominają dwa Wezuwiusze lub dwa białe zszyte stożki wykazujące brak wszelkiego podobieństwa żeńskiej do anatomii. Germaine ostro dodała, iż dobrowolnie noszone biustonosze w latach sześćdziesiątych były niewygodne i symbolizowały męski szowinizm… Byliśmy zaskoczeni tym, że kobieta może wypowiadać takie słowa jak: »biustonosz«, »piersi« – lub chyba nawet »cycki« – podczas pseudomęskiego uroczystego akademickiego obiadu.”
Greer wstąpiła do studenckiego, amatorskiego koła teatralnego Footlights (przy Uniwersytecie Cambridge), które zapoczątkowało jej działalność na scenie londyńskiej sztuki i mediów. Pod pseudonimem Rose Blight redagowała również kolumnę poświęconą poradom ogrodniczym dla magazynu satyrycznego Private Eye i jako Dr G. była stałym współpracownikiem działającego w londyńskim podziemiu magazynu Oz, należącego do australijskiego pisarza Richarda Nevilla. Wydanie z 29 lipca 1970 roku było gościnnie współtworzone i redagowane przez Greer, która zamieściła w nim swój artykuł o skarpecie na penisa robionej na drutach (z ang. Cock Sock), „przytulny kącik dla oziębłego sukinsyna”.
W 1968 uzyskała tytuł doktora w dziedzinie teatru elżbietańskiego, a temat pracy brzmiał: „Moralność miłości i małżeństwa we wczesnych komediach Szekspira” (ang. The Ethic of Love and Marriage in Shakespeare’s Early Comedies). Przyjęła także stanowisko wykładowcy języka angielskiego na Uniwersytecie w Warwick. W tym samym roku poślubiła w Londynie australijskiego dziennikarza Paula du Feu, z którym małżeństwo trwało tylko trzy tygodnie, podczas których, jak sama później przyznała, była niewierna. Oficjalnie rozwiedli się w 1973 roku.

#### Początki kariery
Po sukcesie Kobiecego eunucha w 1970 i podróży dookoła świata w celu promowania książki Greer opuściła Warwick w 1972. Współtworzyła show komediowe Nice Time dla Granada Television wraz z Kennym Everetem i Jonathanem Routhem, kupiła dom we Włoszech, pisała kolumnę dla gazety „The Sunday Times”, następnie spędziła kilka lat podróżując po Afryce i Azji, łącznie z wizytą w Bangladeszu, gdzie miała zbadać sytuację kobiet, które zostały zgwałcone podczas konfliktu z Pakistanem. Podczas wizyty w Nowej Zelandii w 1972 została aresztowana za użycie wulgarnych wyrażeń „bullshit” i „fuck” podczas swojej przemowy, która przyciągnęła tłumy jej zagorzałych zwolenników.

##### Dalsza kariera
W 1989 roku Greer wróciła do Newnham College w Cambridge jako wykładowca i współpracownik, ale odeszła w 1996 roku po negatywnym rozgłosie, jaki zdobyła za rzekomą próbę pozbycia się transseksualnej koleżanki, dr Rachel Padman. Greer przeciwstawiała się członkostwu Padman we wspólnocie uniwersyteckiej, motywując to zmianą płci przez Padman, która urodziła się mężczyzną, przy czym Nawnham był uczelnią żeńską. Artykuł Claire Longrigg z 25 czerwca 1997 roku o tym incydencie zamieszczony w gazecie „The Guardian”, zatytułowany „Siostra pozbawiona zrozumienia dla innych” (ang. A Sister with No Fellow Feeling) zniknął za stron internetowych z polecenia prawników gazety.
Stephanie Merritt w „The Guardian”:
„Już od prawie 40 lat wstrząsa opinią publiczną łamiąc wszelkie konwenanse, a jej taktyka polega na publicznym szokowaniu nagością, co długo po niej nawet nie przeszło Madonnie przez myśl. Wielokrotnie pisała o swoich doświadczeniach, takich jak: seks lesbijski, gwałt, aborcja, bezpłodność, nieudane małżeństwo (w latach 60. przez trzy tygodnie była żoną robotnika budowlanego) czy menopauza, a co się z tym wiąże, pozostawiła samą siebie otwartą na stwierdzenie, że może bezwstydnie generalizować w odwołaniu do własnych przeżyć, a następnie przenosić to na wszystkie kobiety i nazywać teorią ... Jej zdolność wpływania na ludzką świadomość pochodzi częściowo z przenikliwości i ugruntowanego już symbiotycznego związku z mediami tak pragnącymi doznać szoku, jak ona jest go w stanie zapewnić.”
Greer ostatnio zajmowała stanowisko profesora w Departamencie Literatury Angielskiej i Studiów Porównawczych (Departament of English Literature and Comparative Studiem)na Uniwersytecie w Warwick.

## Twórczość

### Kobiecy Eunuch
Greer starała się udowodnić w swojej książce, że kobiety nie zdają sobie sprawy, jak bardzo mężczyźni ich nienawidzą i jak one są uczone nienawiści do samych siebie. Christine Wallace napisała, że kiedy Kobiecy eunuch został wydany, kobiety musiały przechowywać książkę zakamuflowaną, ponieważ mężowie nie pozwoliliby im jej przeczytać; awantury w domach toczyły się podczas obiadu, a kopie książki żony rzucały przez cały pokój w nic niepodejrzewających mężów (Wallace, 1997). Książka pojawiła się na półkach w londyńskich księgarniach w październiku 1970 roku. Do maja 1971 została prawie całkowicie wyprzedana, jak również przetłumaczona na osiem języków.
„Ten tytuł jest wskazaniem problemu”, powiedziała Greer dla „New York Timesa” w 1971 roku. „W pewien sposób kobiety zostały odseparowane od swojego libido, możliwości pożądania i swojej seksualności, na skutek czego stały się podejrzliwe. Jak bestie, które są kastrowane w gospodarstwie rolnym, żeby służyć ukrytym motywom swojego pana, i być przez niego tuczone i potulne, zostały pozbawione swoich zdolności do działania. Jest to proces, który poświęca żywiołowość na rzecz delikatności i atrakcyjności i powinien zostać zmieniony.”
Dwa z tematy poruszone w książce już wcześniej zapoczątkowały tematykę do książki Seks i Przeznaczenie wydanej czternaście lat później. Greer twierdziła, iż tradycyjny model rodziny jest złym środowiskiem dla kobiet i do wychowywania dzieci a przetwarzanie kobiecej seksualności przez zachodnie społeczeństwa poniża i ogranicza. Uważała także, że dziewczynki już od dzieciństwa są feminizowane poprzez nauczanie ich podporządkowujących reguł. Później, gdy znajdują się pod wpływem stereotypów związanych z kobiecością, wstydzą się własnej cielesności oraz tracą swoją naturalną i polityczną autonomię. W rezultacie stają się bezsilne, izolują się i zanika ich seksualność, a także radość.”
„Ignorancja i izolacja wśród większości kobiet świadczy o tym, że są niezdolne do prowadzenia konwersacji: większość ich rozmów z małżonkami jest dalszym ciągiem ich walki. W rezultacie, gdy żony przychodzą na przyjęcia, zamieniają kulturalną rozmowę w sprzeczki dotyczące prywatnych spraw. Jest niezliczona ilość gospodyń, które wolałyby nie gościć innych żon w swoim domu.”
Greer argumentowała, że zmiana powinna nastąpić poprzez rewolucję, a nie ewolucję. Kobiety powinny poznać i zaakceptować swoje ciała, spróbować swojej menstruacyjnej krwi i porzucić celibat i monogamię. Jednakże nie powinny palić swoich staników. „Staniki są śmiechu wartym wynalazkiem”, pisała, „ale jeśli z nie noszenia staników robisz regułę, to poddajesz się jeszcze kolejnej represji.”
Podczas wywiadu dla New York Timesa w 1971 roku dotyczącego jej książki, Greer określiła siebie jako supergroupie. „Supergroupies nie muszą wałęsać się po korytarzach hotelowych”, powiedziała. „Gdy jesteś sama, tak jak ja, jesteś zapraszana za scenę. Myślę, że groupies są ważne, ponieważ demitologizują seks, akceptują jego fizyczność, i nie są zaborcze w stosunku do swoich zdobyczy.”

#### Inne publikacje
Jej druga książka, The Obstacle Race: The Fortunes of Women Painters and Their Work została opublikowana w 1979 roku. Publikacja ta szczegółowo opisuje życie i doświadczenia malarek aż do końca dziewiętnastego wieku. Można tam także znaleźć rozważania na temat istnienia artystek, których działalność nie została zachowana dla potomności.
W 1979 roku podjęła pracę na Uniwersytecie w Tulsie w stanie Oklahoma jako dyrektor w Study of Women’s Literature (Centrum Badań nad Kobiecą Literaturą).
W książce Sex and Destiny: The Politics of Human Fertility, opublikowanej w 1984 roku, Greer kontynuuje zachodnie podejście do seksualności, płodności, a także narzucania tych poglądów innym. Tematem poruszanym w jej książkach był wzorzec rodziny, interwencja rządu w sprawę zachowań seksualnych, a także komercjalizacja seksualności i kobiecych ciał. Aprobata stylów życia i wartości rodzinnych w rozwijaniu świata, a także ubóstwo zamiast konsumeryzmu, doprowadziły Greer do udzielania poparcia praktykom często niezgodnym z poglądami zachodnich feministek. Według niej okaleczanie kobiecych narządów płciowych powinno być porównywane z powiększaniem piersi na zachodzie. Książka wzbudziła ostrą krytykę. Pamela Bone napisała w The Australian:
„Np. weźcie pod uwagę to: walcząca i krzycząca dziewczynka jest przytrzymywana przez kilkoro ludzi (przeważnie kobiety), podczas gdy inna kobieta wycina jej łechtaczkę i wargi sromowe mniejsze, z zamiarem upewnienia się, że ta dziewczynka nigdy nie doświadczy przyjemności seksualnej, a światowej sławy feministka, porównuje to do praktyk dorosłych kobiet, które decydują się na dekorowanie swoich intymnych miejsc kawałkiem metalu, z jakichkolwiek banalnych przyczyn.”
W 1986 Greer opublikowała Shakespeare – krytykę literacką, i The Madwoman’s Underclothes – zbiór artykułów opublikowanych w gazetach i czasopismach z lat 1968–1985. W 1989 powstało Daddy, We Hardly Knew You, dziennik i książka podróżnicza o jej ojcu, o którym pisała: zdystansowany i nieczuły, słaby, tchórzliwy, niezdecydowany. Wzbudziło to przewidywane przez nią głosy krytyki – według „The Guardian” Greer w swoich dziełach przerzucała relacje z ojcem na relacje ze wszystkimi innymi mężczyznami.
W 1991 kolejna książka The Change: Women, Ageing and the Menopause(pol. wyd. Zmiana – kobiety i menopauza, 1995), którą New York Times nazwał „znakomitą, porywającą, emocjonującą, nieznośnie wściekłą”, stała się kolejną znaczącą pozycją dla ruchu kobiet. Greer starała się w niej obalić mity o menopauzie i słabym zdrowiu, doradzając niestosowanie hormonalnej terapii zastępczej. „Straszenie kobiet jest dobrą zabawą” napisała w The Age. „Kobiety, aby stosowały hormonalną terapię zastępczą, są zastraszane złowieszczymi przepowiedniami o pękających kościach, chorobach kardiologicznych, utracie libido, depresji, rozpaczy, chorobach, które mogą się pojawić, jeśli pozostawią zdrowie w rękach natury.” Twierdzi, iż takie „straszenie kobiet to niezły biznes i jest on bardzo dochodowy”. Według Greer, przez strach „kobiety zachowują się według wzorców i polityki, które są dla nich szkodliwe.” (The Age, 13 lipca 2002).
Następnie wydała Slip-Shod Sibyls: Recognition, Rejection and the Woman of Poet w 1995 r. a w 1999 r. The Whole Woman. Miała to być kontynuacja The Female Eunuch (pol. wyd. Kobiecy eunuch, 2001), w której oskarżyła zarówno kobiety, jak i mężczyzn o to, co uważała za brak postępu w ruchu feministycznym. We wstępie Greer pisze: ‘Przeciwieństwa, jakim kobieta stawia czoła jeszcze nigdy nie były bardziej przykre niż teraz. Kobieta robiąca karierę nie wie, czy ma wykonywać swoją pracę jak mężczyzna, czy jak kobieta… Czy macierzyństwo jest przywilejem czy karą?… fałszywe równouprawnienie zmusza kobiety do powtórzenia historii… Pora, by znowu się wściec.”
W 2003 r. została opublikowana książka The Beautiful Boy – historia sztuki, której głównym tematem jest piękno nastoletnich chłopców, ilustrowana 200 zdjęciami, które The Guardian nazwał „soczystym pięknem nastoletniej męskości”, twierdząc, że Greer pokazała się, by wykreować się na nowo jako pederasta w średnim wieku. Greer opisała książkę jako próbę skonfrontowania się z kobiecą obojętnością wobec nastoletniego chłopca jako obiektu pożądania i „aby przyspieszyć odzyskanie możliwości, prawa do wizualnej przyjemności” (Greer 2003). Chłopak z okładki to Bjőrn Andresen, który stwierdził, iż użycie jego zdjęcia było niesmaczne i nikt się z nim w tej kwestii nie skonsultował.

## Inne media
Biografia Germaine Greer The Untamed Shrew autorstwa Christie Wallece została wydana w 1997 r. Odpowiedzią Greer było stwierdzenie, że biografie żyjących osób są niesmaczne i bezwartościowe, ponieważ mogą być niedokończone. „Nie piszę o żadnej żyjącej kobiecie, ponieważ uważam osobę za indywiduum, nie ma powodu do jej ograniczania osiągnięciami z przeszłości, ponieważ jest ona w zupełnie innej sytuacji i myślę, że potrafi być nowatorska i zacząć od nowa.”
W 1999 r. wystąpiła nago w odważnej sesji zdjęciowej znanej australijskiej fotograf Polly Borland. Zdjęcie znalazło się na wystawie National Gallery w 2000 r. Później zostało opublikowane w książce Polly Borland: Australians.
Belinda Luscombe nazwała Greer w „Time Magazine” „Największym koniem trojańskim, cudownym i dowcipnym, zbudowanym by spenetrować niezdobytą fortecę patriarchatu i by wpuścić nas, piechotę bojowników do środka.” Opisała Greer jako „przyjemną do czytania, elokwentną fanatyczkę.” Angela Carter nazwała ją „mądrym głupkiem” a była pani poseł z partii konserwatywnej Edwina Curie wypowiedziała się o niej: „wspaniała, wielka, cyniczna, debilka.”
„Jej umysł prowokuje nas jak żaden inny, ale z zupełnie niewłaściwych powodów”, napisała dziennikarka Catherine Keenan w The Sydney Morcing Herald.
Na początku 2000 roku, podczas konferencji prasowej w Londynie, Greer oznajmiła, że zanim nie otrzymała pozwolenia od „rdzennych właścicieli ziemskich” na lotnisku w Sydney, jej noga nigdy nie postała w Australii. Z powodu kłopotliwego zbiegu okoliczności, Paul Molloy, rzecznik prasowy New South Wales Aboriginal Land Council (Rady Nowej Południowej Walii na Ziemi Aborygenów), stwierdził, że Greer nigdy nie prosiła o takie pozwolenie pomimo kilkakrotnych wizyt w Sydney w ciągu ostatnich lat. W każdym wypadku nie ma takiej rady starszych, która mogłaby wydać takie pozwolenie na przekroczenie australijskiej granicy.
23 kwietnia 2000 roku, Greer została zaatakowana w swoim domu przez 19-letnią studentkę Uniwersytetu w Bath, która już wcześniej pisała do Greer. Studentka włamała się do jej domu w Essex, następnie związała ją w kuchni i zdemolowała dom. Ostatecznie związaną i roztrzęsioną Greer znaleźli zaproszeni na kolację goście, którzy zastali ją na podłodze. BBC doniosło, że początkowo studentka była oskarżona o napaść, uszkodzenie ciała oraz uwięzienie. Oskarżenia te jednak zostały oddalone i zastąpione oskarżeniem o napastowanie. Po przyznaniu się do zarzutów, studentka została skazana na 2 lata nadzoru kuratora oraz na przymusowe leczenie psychiatryczne. Greer oznajmiła reporterom „nie jestem zła, zdenerwowana ani ranna, czuję się dobrze i nie straciłam poczucia humoru. To nie ja jestem tutaj ofiarą.”
W 2001 roku przyciągnęła uwagę proponując pakt z aborygeńską częścią Australii. W 2004 roku premier Australii John Howard nazwał ją „protekcjonalną zwolenniczką elit” po tym jak skrytykowała Australijczyków, którzy jej zdaniem „mają wszystko gdzieś” oraz szydziła ze swojego ojczystego kraju, określając go jako „drobnomieszczańską miernotę”. Greer nazwała także Australię zawładniętym obsesją sportu, pozbawionym pierwiastka intelektualnego podmiejskim pustkowiem. Stwierdzenie to odbiło się szerokim echem, premier John Howard stwierdził, że jej komentarz jest „żałosny”.
Od 1990 roku 8 razy pojawiła się w brytyjskim programie telewizyjnym Have I Got News for You który współtworzyła razem z Willem Selfem. Jej najbardziej spektakularne wystąpienie miało miejsce w 1995 roku, kiedy Ian Hislop zacytował sprzeczkę Greer ze znajomą felietonistką, Suzanne Moore, nawiązując do Moore która miała na sobie „wyzywające buty”.
W 2005 roku Greer była jedną z uczestniczek programu Celebrity Big Brother (brytyjska edycja Wielkiego Brata z udziałem osobistości), który wcześniej określiła jako „tak ucywilizowany jak zaglądanie do pokoju nastolatka przez dziurkę od klucza”. Po 5 dniach pobytu w domu Wielkiego Brata opuściła program, argumentując decyzję psychicznym okrucieństwem i zastraszaniem stosowanym przez producentów, bałaganem panującym w domu oraz zagraniami „pod publiczkę” jej współuczestników. Mimo tego pojawiła się we wtórnych odcinkach Big Brother’s Little Brother (Młodszy Brat Wielkiego Brata) oraz Big Brother’s Big Mouth (Niewyparzona Gęba Wielkiego Brata).
We wrześniu 2006 roku felieton Greer w gazecie „The Guardian” na temat śmierci Australijczyka Steve’a Irwina wywołał wiele krytycznych opinii, nazwano go między innymi „niesmaczną tyradą”. Greer powiedziała, że „wreszcie świat zwierząt zemścił się na Irwinie”. W wywiadzie dla Nine Network’s A Current Affairs (Sprawy Na Czasie) na pytanie o swoją wypowiedź odpowiedziała „ uważam, że ten cały fenomen Steve’a Irwina jest żałosny i nie jestem jedyną osobą, która tak myśli” oraz ma nadzieję, że „filmy przyrodnicze wykorzystujące zwierzęta” teraz się zakończą. Premier Queensland Peter Beattie określił jej komentarz jako „głupi” i „nieczuły”. Jeden z czołowych australijskich polityków skomentował jej wypowiedź w podobny sposób. Następnego dnia kilka Australijskich gazet opublikowało część jej felietonu oraz listy od rozsierdzonych czytelników. Inni krytycy, np. P.P. Mc Guiness obecny redaktor naczelny gazety Quadrant, poparli jej komentarz. W gazecie przedstawiającej różne punkty widzenia powtórzyła swoją krytykę Irwina, jednocześnie mówiąc, że „haniebne było czekanie aż 6 miesięcy na wywieszenie portretu tego »najsłynniejszego Australijczyka« w Australijskiej Galerii Narodowej”.
W październiku 2006 Greer 2 razy pojawiła się w serialu Extras, Rickiego Gerraisa, grając samą siebie.
W tym samym miesiącu przedstawiła w BBC Radio 4 program dokumentalny poświęcony życiu amerykańskiego kompozytora i gitarzysty rockowego, Franka Zappy. Potwierdziła, że przyjaźniła się z Zappą od wczesnych lat siedemdziesiątych oraz że jego utwór „G-Spot Tornado” w wersji z orkiestrą będzie zagrany na jej pogrzebie.
W sierpniu 2007 Greer nazwała Księżną Dianę „pokrętną kretynką”, „zdesperowaną kobietą szukającą aplauzu”, „niespokojną neurotyczką” i stwierdziła, że była ona „prostoduszna”.